# Казимир I Освенцимский
Казимир I Освенцимский (пол. Kazimierz I oświęcimski); около 1396—1433/1434) — князь освенцимский (1406—1433/1434), единственный сын князя освенцимского Пшемыслава Младшего. Представитель цешинской линии Силезских Пястов.

## Биография
В январе 1406 года после смерти своего отца Казимир унаследовал Освенцимское княжество и был помещен под опеку своего деда, Пшемыслава Носака, князя Цешинского. В августе 1410 года, после смерти Пшемыслава Носака, Казимир Освенцимский перешел под опеку дяди, князя Болеслава Цешинского.
19 декабря 1414 года Казимир получил от своего дяди Болеслава Цешинского в самостоятельное управление Освенцимское княжество, а также города Тошек и Гливице. Этот удел не удовлетворил амбиций молодого Казимира, так что в итоге два года спустя Болеслав Цешинский, не желая вступать в конфликт, выделил племяннику дополнительно Стшелин и выплатил 300 гривен серебра.
27 мая 1419 года Сигизмунд Люксембургский назначил князя Казимира Освенцимского своим советником и назначает ему годовое жалованье в размере 3 000 венгерских злотых. 24 ноября того же года Казимир Освенцимский участвовал в съезде с польским королем Владиславом Ягелло в Неполомице. В 1421 или 1427 году Казимир Освенцимский присоединился к антигуситской конфедерации силезских князей, созданной в Гродкуве по инициативе князя Конрада IV Старшего Олесницкого, епископа вроцлавского. В марте 1423 года он участвовал в съезде в Пресбурге, организованном Сигизмундом Люксембургским.
В 1424 году князь Казимир Освенцимский участвовал в коронации польской королевы Софии Гольшанской в Кракове. Несмотря на это, Казимир не проводил пропольскую политику и поддерживал с контакты с чешской короной. Казимир Освенцимский длительное время находился при дворе германского императора, венгерского и чешского короля Сигизмунда Люксембургского (сохранились сведения, что князь Освенцимский по неизвестным причинам получил от Сигизмунда даже денежную сумму в размере 3000 злотых, возможно это была плата за посредничество в связях с Тевтонским орденом, с которым у Казимира были хорошие отношения).
В 1427 году князь Казимир Освенцимский продал Стшелин вместе с округом князю Людвику II Бжегскому за 1 000 гривен.
В 1428 году во владения князя Казимира Освенцимского вторглись отряды гуситов. Города Кенты, Тошек и Пысковице были захвачены и сожжены. Гливице также был захвачен и стал опорной базой гуситов в Верхней Силезии. Только в 1433 году при помощи князя Микулаша Крновского Казимир Освенцимский смог выбить гуситов из Гливице.
В 1430 году князь Казимир Освенцимский даровал городское право Вадовице.
Казимир I Освенцимский скончался в 1433 или 1434 году и был похоронен в некрополе доминиканской церкви в Освенциме.

## Семья
Казимир I Освенцимский был дважды женат. В 1413/1417 году он женился на Анне Жаганьской (1390/1397 — 1426/1433), дочери Генрика VIII Младшего, князя Глогувско-Жаганьского, и Катарины Опольской. Дети от первого брака:
- Вацлав I (1415/1418-1465), князь освенцимский и заторский

- Пшемыслав (ок. 1420—1484), князь освенцимский и тошецкий

- Ян IV (1426/1433-1496), князь освенцимский и гливицкий

Около 1433 года вторично женился на Маргарите (Малгожате) Ратиборской (1410 — 5 июля 1459), дочери Яна II Железного, князя ратиборского, и Елены Литовской, племянницы короля Владислава II Ягайло. Второй брак был бездетным.